# 赤壁镇
赤壁镇是中华人民共和国湖北省咸寧市赤壁市下辖的一个镇。
2005年7月12日，湖北省民政厅批复同意撤销周郎嘴镇（原赤壁镇），设立周郎嘴回族镇。然而，此批复一直未執行，赤壁镇至今仍未更名。

## 行政区划
赤壁镇下辖以下村级行政区划单位：
东风村、石头口村、周郎嘴村、小柏山村、青山村、太平口村、九毫堤村、八把刀村和东柳村。